# Martin Speake

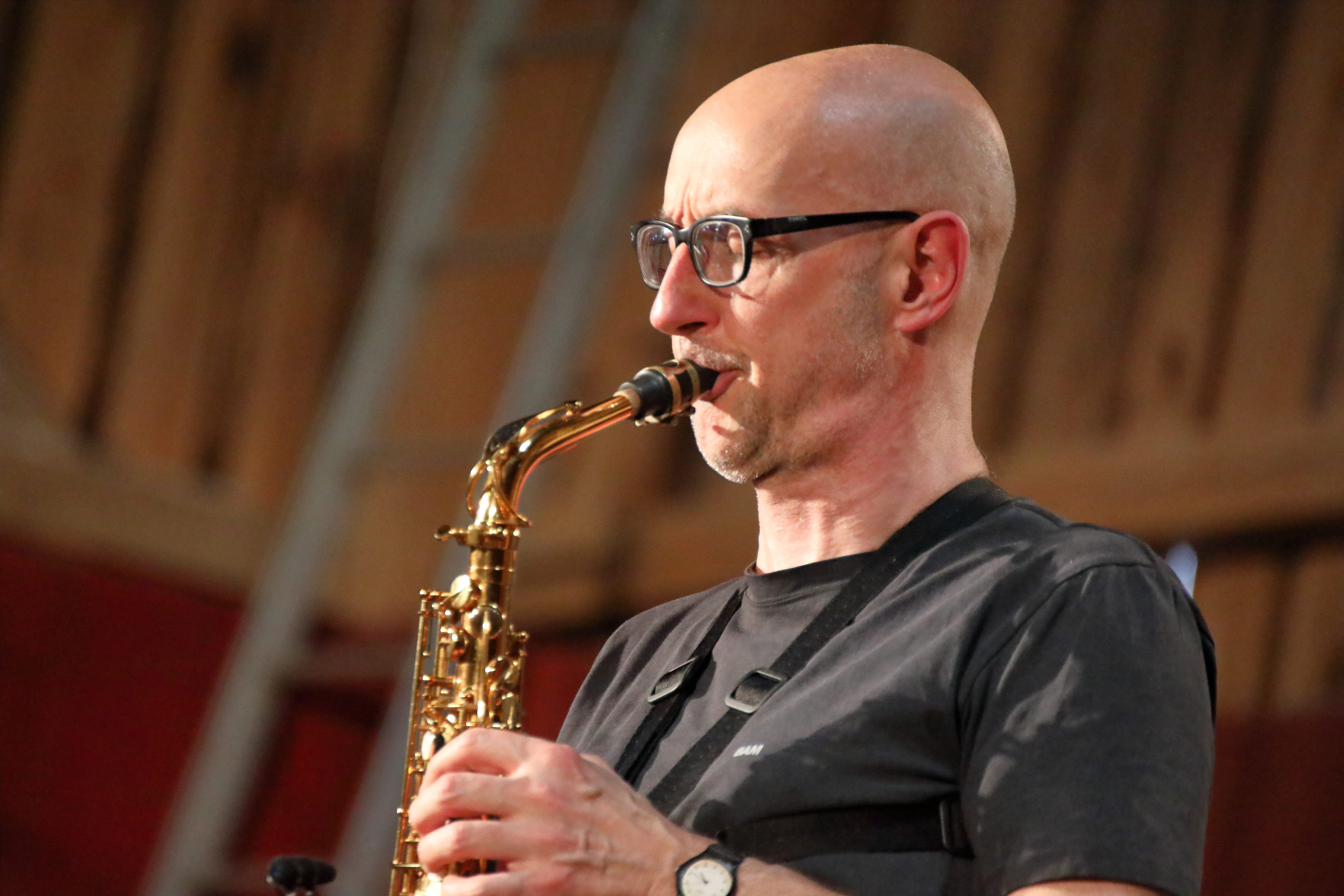
Martin Speake auf dem INNtöne Jazzfestival 2019

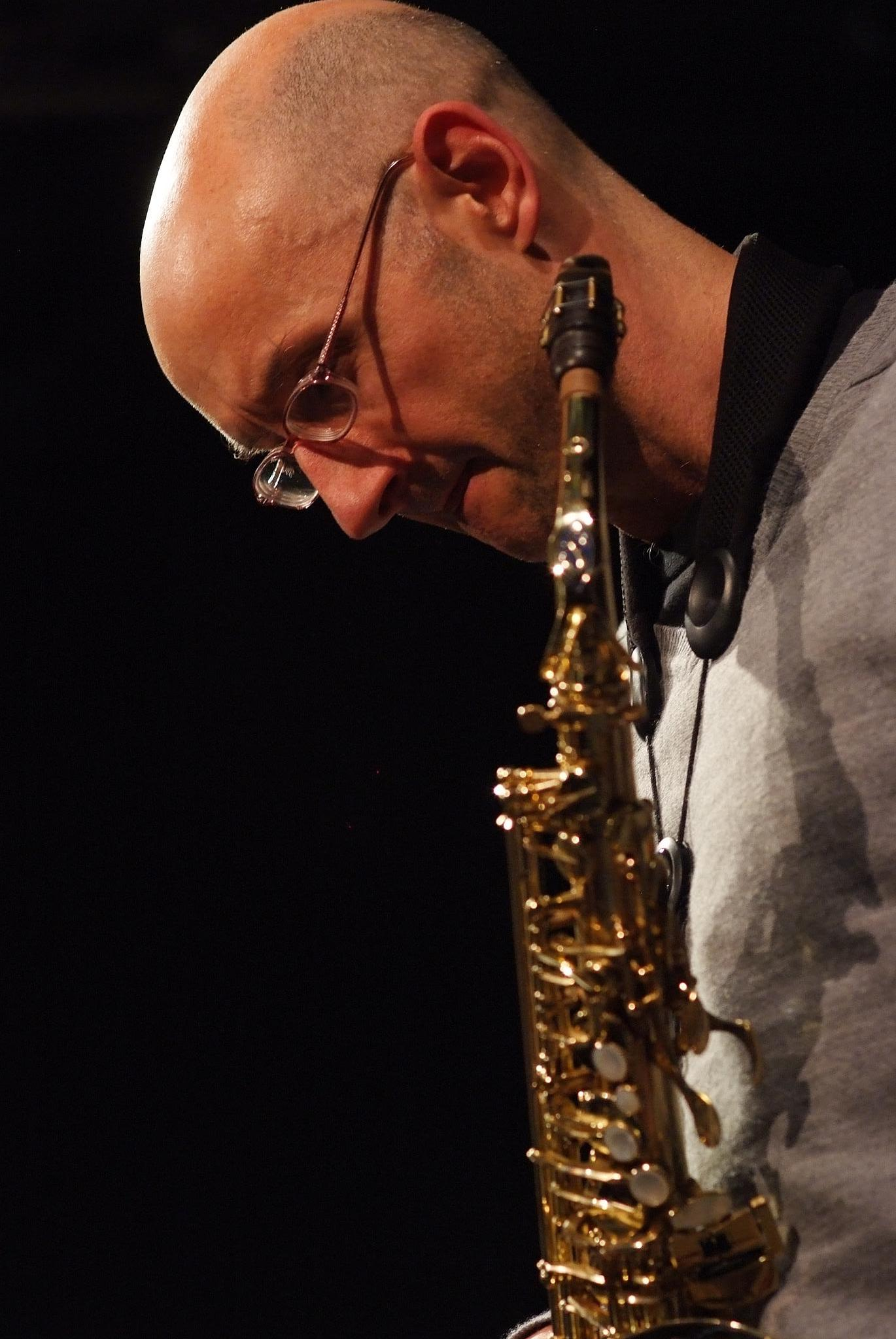
Martin Speake, 2008

Martin Speake  (* 3. April 1958 in Barnet, England)  ist ein britischer Jazzmusiker (Altsaxophon) und Komponist.

## Leben und Wirken
Speake, der auf der Schule nur wenig musikalische Unterweisung hatte, wandte sich unter dem Einfluss der Musik Ornette Colemans dem Jazz zu und begann mit sechzehn Jahren Altsaxophon zu spielen. Er studierte dann von 1977 bis 1981 klassisches Saxophonspiel am Londoner Southgate Technical College und am Trinity College of Music. Danach spielte er mit Musikern der englischen Jazzszene, im Voice of God Collective von Billy Jenkins und wurde schließlich durch seine Mitgliedschaft im Saxophonquartett Itchy Fingers bekannt, mit dem er häufig durch Europa, die Vereinigten Staaten, Südamerika und Afrika tourte. Speake verließ die Band im Jahr 1988 und arbeitete mit eigenen Formationen, wie der Martin Speake Group mit dem Gitarristen John Parricelli, den Bassisten Steve Watts bzw. Mick Hutton und dem Schlagzeuger Steve Argüelles. Außerdem spielte er im Duo mit Phil Lee, sowie mit Nikki Iles (Secret, 2000) und war Mitglied der Formationen Loose Tubes, Style Council, Fever Pitch, Mind and Time und Eternal Triangle.
1994 nahm er ein erstes Album unter eigenem Namen auf, In Our Time, das auf Danny Thompsons The Jazz Label veröffentlicht wurde. 1996 erschien sein Album Tan T'ien, gefolgt von Trust (1998) und The Journey (2004) mit dem Sitarspieler Dharambir Singh. Im März 2002 entstand in Quartettbesetzung mit Bobo Stenson, Mick Hutton und Paul Motian das Album Change of Heart, das 2006 auf ECM Records erschien. 2004 nahm er mit Mike Outrum, Simon Thorpe und Dave Wickens ein Album mit Charlie-Parker-Interpretationen auf. 2018 erschien das Album Intention im Quartett mit Ethan Iverson, Fred Thomas und James Maddren.
Martin Speake arbeitete außerdem mit Stan Tracey, Django Bates, Bob Wilber, Conrad Herwig, Don Weller, Airto Moreira/Flora Purim, Jim Mullen, Julian Argüelles, Tom Skinner und der Royal Shakespeare Company. Zu hören ist er auch auf Chris Laurence’ Album Ken Wheeler: Some Gnu Ones (2021). Er ist Professor für Saxophon und zeitgenössische Musik an der Royal Academy of Music und unterrichtet Saxophon an der Middlesex University.